# Потєєв Олександр Миколайович
Олекса́ндр Микола́йович Потє́єв (3 березня 1952 року, Лунинець, Берестейська область — 7 липня 2016, США) — полковник Служби зовнішньої розвідки РФ, почав співпрацювати зі спецслужбами США, має відношення до справи розвідників-нелегалів у США. У Росії визнаний винним у державній зраді та дезертирстві.

## Біографія
Народився 3 березня 1952 року в Лунинець Берестейської області, у сім'ї Героя Радянського Союзу, танкіста, учасника Другої Світової війни підполковника Миколи Павловича Потєєва, що помер 1972 року.
Після служби у армії вступив до Мінської школи КДБ СРСР, після закінчення школи КДБ почав кар'єру у лавах КДБ СРСР у Брестській області. Після одруження переведений до апарату республіканського КДБ, разом з дружиною почав мешкати у Мінську, але офіційні представники КДБ Білорусії цю інформацію спростовують.
1978 року отримав посаду у центральному апараті КДБ СРСР, разом з сім'ю переїхав до Москви.
1979 року направлений до Афганістану у складі групи спецпризначенців КДБ «Зеніт», з 1981 року — у кабульській групі спецпризначенців КДБ «Каскад-2». За участь у бойових діях у складі спецгрупи"Каскад-1" 8 квітня 1981 року був нагороджений орденом Червоної Зірки.
Після закінчення операцій закінчив Червонозоряний інститут КДБ й працював в ПГУ КДБ СРСР, потім у СЗР РФ. Направлений для роботи в Посольстві РФ у США, 1995 року до Постійного представництва РФ в ООН в Нью-Йорку.
2000 року призначений заступником начальника Управління «С» (нелегальна розвідка), де очолоив 4-й (американський) відділ.
25 січня 2003 року до квартири Потєєва у Москві на Крилатських пагорбах о 07:50, назвавшись співробітниками міліції, вдерлись троє невідомих у камуфляжі та масках, котрі побили його сина, а також викрали 3300 доларів та 30 тисяч рублів. Знайти злочинців не вдалось. Пізніше була версія, що цей напад був одним з кроків для вербування полковника від американських спецслужб, що показало його беззахисність, незважаючи на відповідальну посаду.
У червні 2010 року маючи підроблений паспорт на прізвище «Дудочкін» виїхав з Росії (через Білорусь, Україну та Німеччину) до США, за декілька днів до початку червневого візиту до Вашингтону президента РФ Д. Мєдвєдєва. Під час розслідування, виявилось, що СЗР не змогла оцінити те, що дочка Потєєва Маргарита давно мешкає у США. Дружина Потєєва також довгий час мешкала у США.
До арешту розвідників-нелегалів у США, син Потєєва, що працював у ФГУП «Рособоронекспорт», поспішно виїхав з Росії до США. Можливо американські спецслужби боялись, що після втечі сина Потєєва, у СЗР запідозрять зраду та почнуть виводити своїх співробітників зі США, а тому у США почали арешти розвідників-нелегалів. Серед цінних даних наданих Потєєвим, була особова справа нелегального співробітника генерала СЗР Михайла Васенкова, що було нечуваним випадком в історії російської розвідки.
Місце знаходження Потєєва до цього часу невідоме, з невідомих причин він не оголошений у розшук.
У 2016 році з'явилися повідомлення про те, що Потєєв, який мешкав на той час у США, раптово помер. Однак у 2018 році журналістам ВВС та Buzzfeed вдалося встановити, що він живий.

## Кримінальна справа
3 травня 2011 року слідчим управлінням ФСБ РФ закінчено розслідування справи N 31/99/0002-10 щодо Потєєва, а 16 травня Московським окружним військовим судом (МОВС) почато заочний розгляд звинувачення Потєєва у державній зраді (стаття 275 КК РФ) та дизертирстві (ст. 338 ч.1 УК РФ). 25 травня на засіданні суду дружина Потєєва дала свідчення, заявивши, що не знає, де перебуває її чоловік.
27 липня 2011 року на підставі матеріалів, що були підготовлені державним звинувачувачем Володимиром Харітоновим, Московський окружний військовий суд заочно засудив Потєєва до 25 років позбавлення волі в колонії суворого режиму, позбавив військового звання «полковник» та державних нагород. Касаційна скарга адвоката Андрія Кучерова була розглянута у Військовій колегії Верховного суду РФ, вирок залишено без змін.

## Сім'я
- Дружина — Марина Володимирівна Потєєва (1951 року народження.). У 2011 році знаходилася в Росії.
- Дочка — Маргарита Олександрівна Потєєва (1979 р.н.). У 2001 році перебуваючи ученицею Міжнародного університету в Москві була запрошена на роботу в московське представництво корпорації «Американська Рада з міжнародної освіти» (American Councils for International Education), а незабаром після цього їй запропонували роботу у США.
- Син — Володимир Олександрович Потєєв (1982 р.н.). Закінчив Міжнародний університет у Москві. З 2005 року працював в ФГУП «Рособоронекспорт».[7]